# Wiśniakowa Jama
Wiśniakowa Jama (Nad Owczą Percią II) – jaskinia w Dolinie Kościeliskiej w Tatrach Zachodnich. Wejście do niej znajduje się w ścianie Żlebu na Spady wciętego w południowym stoku Żeleźniaka, w pobliżu jaskini Schron z Kołem, poniżej Schroniska nad Wiśniakową Jamą, na wysokości 1440 m n.p.m. Długość jaskini wynosi 16 metrów, a jej deniwelacja 2,5 metra.

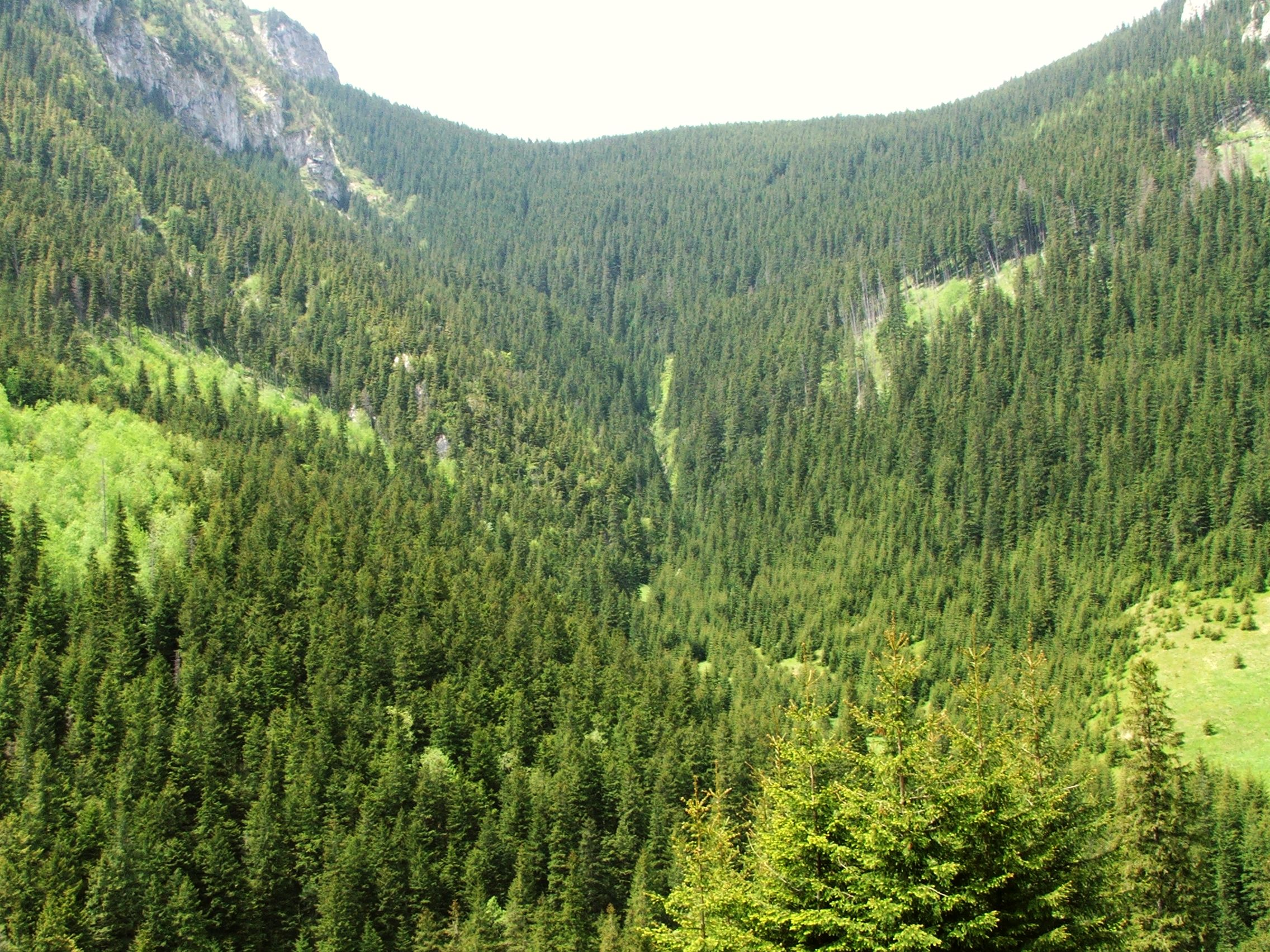
Żleb Żeleźniak. Widok z Hali Pisanej

## Opis jaskini
Główną częścią jaskini jest obszerna nisza do której prowadzi duży otwór wejściowy. Z niszy odchodzą dwa ciągi:
- w lewo idący w dół 7-metrowy korytarzyk zakończony namuliskiem,
- w prawo kilkumetrowy, szczelinowy korytarzyk kończący się niewielką salką[2].

## Przyroda
W jaskini brak jest nacieków. Ściany są mokre, rosną na nich mchy, glony i porosty.

## Historia odkryć
Jaskinię odkrył prawdopodobnie W. W. Wiśniewski w połowie lat siedemdziesiątych XX wieku.